# شریدن (میزوری)
شریدن (به انگلیسی: Sheridan) یک شهر در ایالات متحده آمریکا است که در شهرستان ورت، میزوری واقع شده‌است. شریدن ۰٫۴۹ کیلومتر مربع مساحت و ۱۹۵ نفر جمعیت دارد و ۳۲۰ متر بالاتر از سطح دریا واقع شده‌است.